# エストニアの世界遺産
エストニアの世界遺産（エストニアのせかいいさん）はユネスコの世界遺産に登録されているエストニア国内の文化・自然遺産の一覧。

## 文化遺産

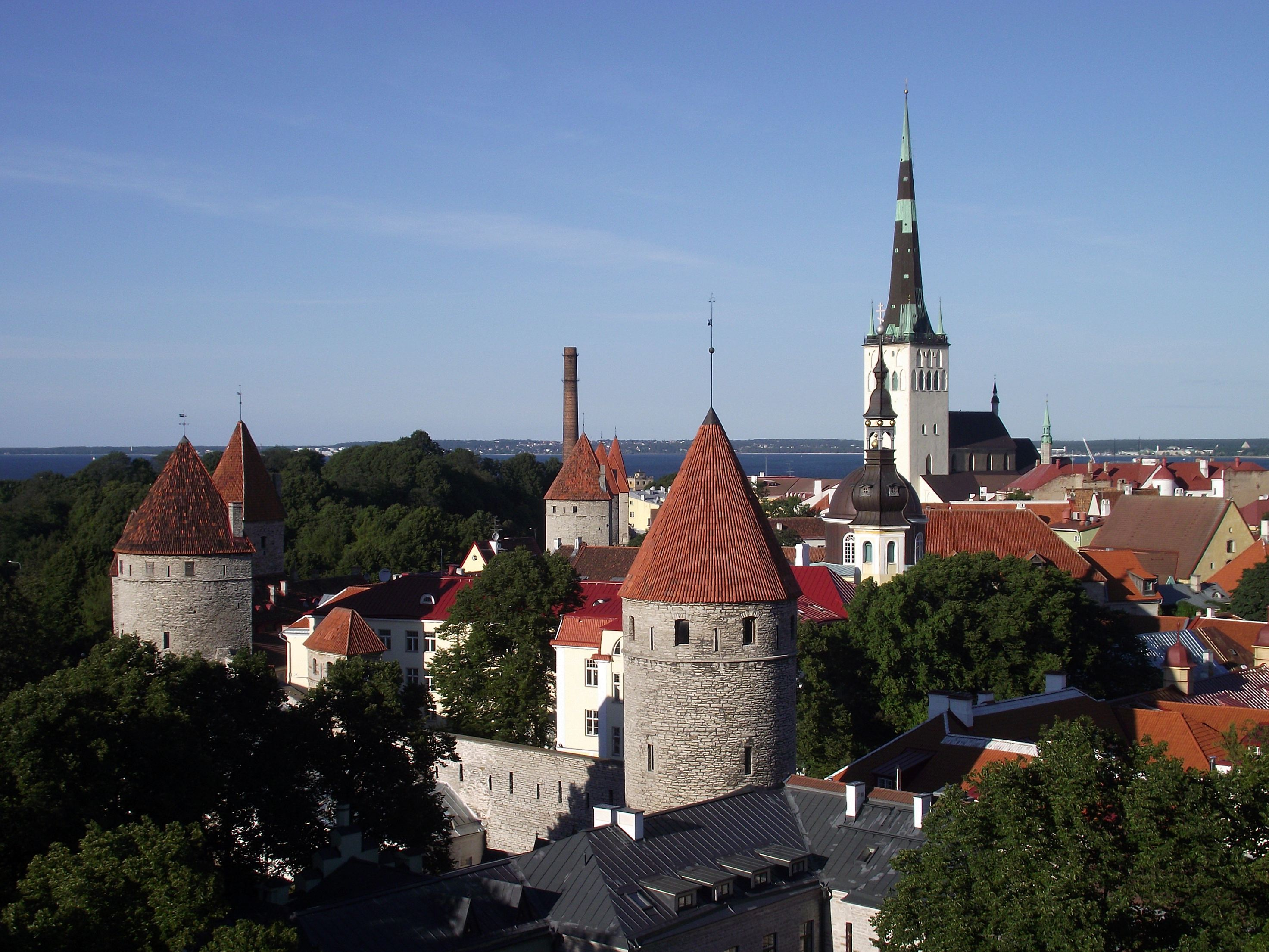
タリン歴史地区

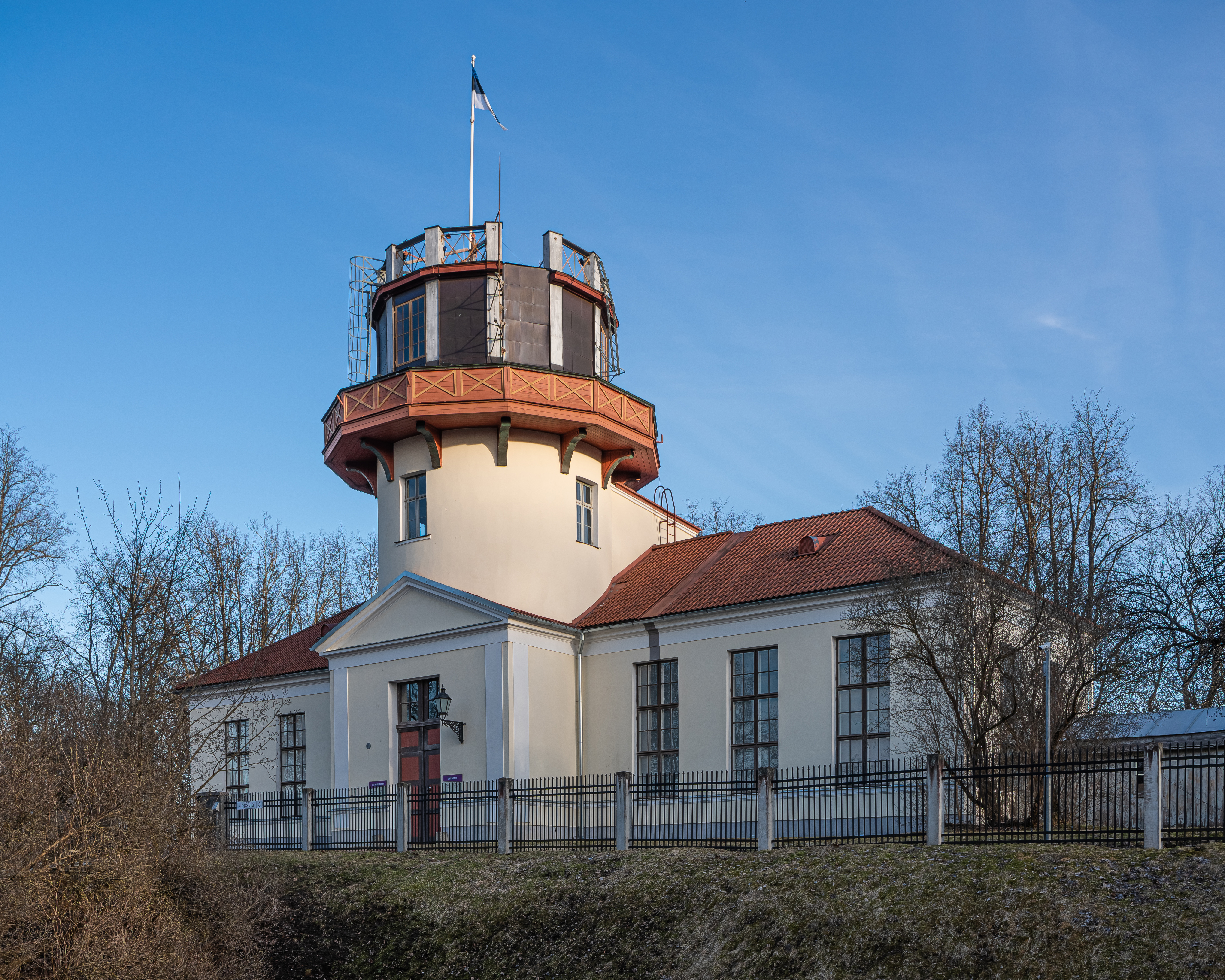
シュトルーヴェの測地弧

- タリン歴史地区（旧市街） - （1997年）
- シュトルーヴェの測地弧 - （2005年）

## 自然遺産
なし

## 複合遺産
なし